# Alkehol
Alkehol ist eine tschechische Rock-Band aus Prag, die 1992 von Ota Hereš und Petr „Kuna“ Buneš gegründet wurde. Die Texte sind auf Tschechisch verfasst und handeln hauptsächlich vom Alkoholkonsum.

## Geschichte
Ota Hereš (* 23. Juni 1965) hatte bereits 1977 die heute noch bestehende Black-Metal-Band Törr mitgegründet und stieß 1990 zur Thrash-Metal-Band Kryptor, wo bereits Petr Buneš (* 11. Februar 1968) Gitarre spielte.
Im November 1991 beschlossen die beiden, als Nebenprojekt eine Rock-Band mit Texten über ihre Saufereien zu gründen. Nach zahlreichen Besuchen in ihrer Prager Stammkneipe Na Slamníku konnte unter Mithilfe von Freunden und Bekannten im Januar 1992 das Demotape Hospodo nalejvej fertiggestellt werden.

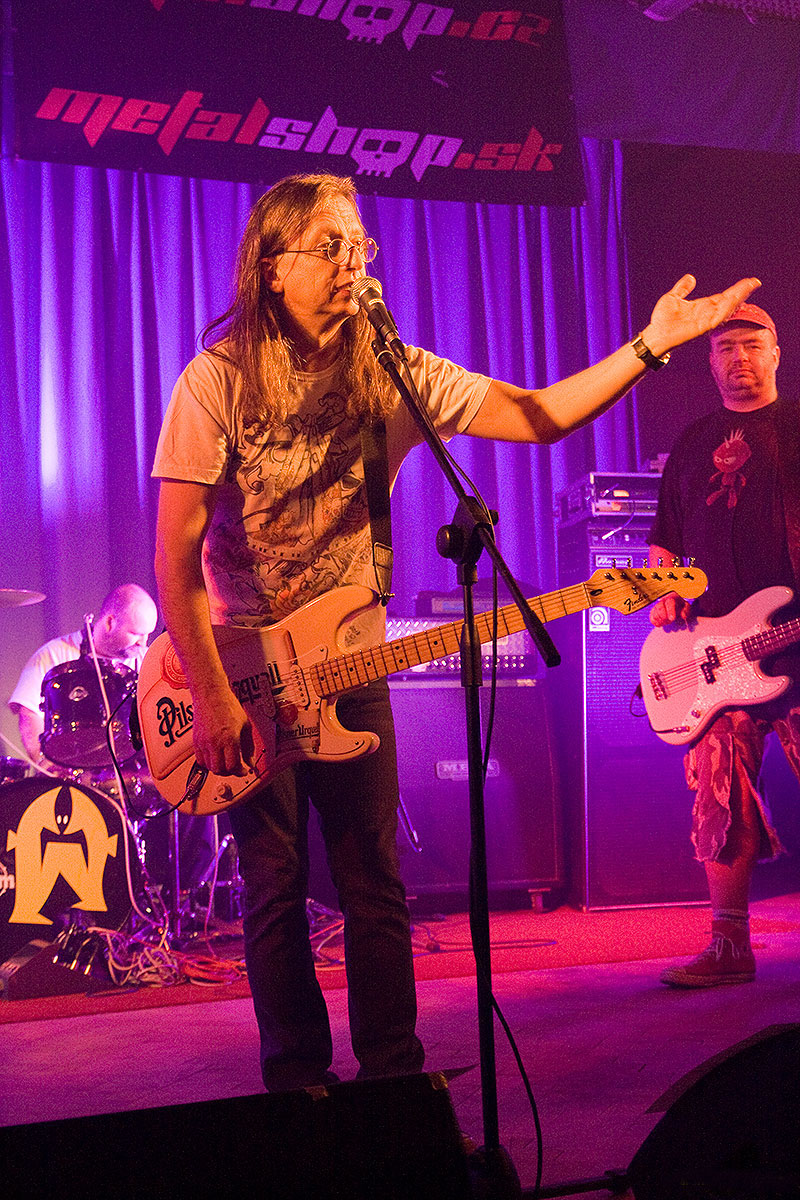
Ota Hereš

Dieses führte innert einer Woche zu einem Vertrag beim Plattenlabel Monitor, und bereits im April wurde im Studio Propast zusammen mit Filip Robovski, Lou Fanánek Hagen und einem Drumcomputer das Debüt-Album Alkehol aufgenommen.
Im Juni veröffentlicht, gelangte es in kurzer Zeit in die Top 20 der tschechoslowakischen TV-Charts, und durch die große Nachfrage nach Konzerten der Band stießen schon bald der Ex-Törr-Schlagzeuger Martin Melmus (* 22. Januar 1969) sowie der Gitarrist der Band Brian, Tonda Rauer (* 10. März 1968), der den Bass übernahm, dazu.

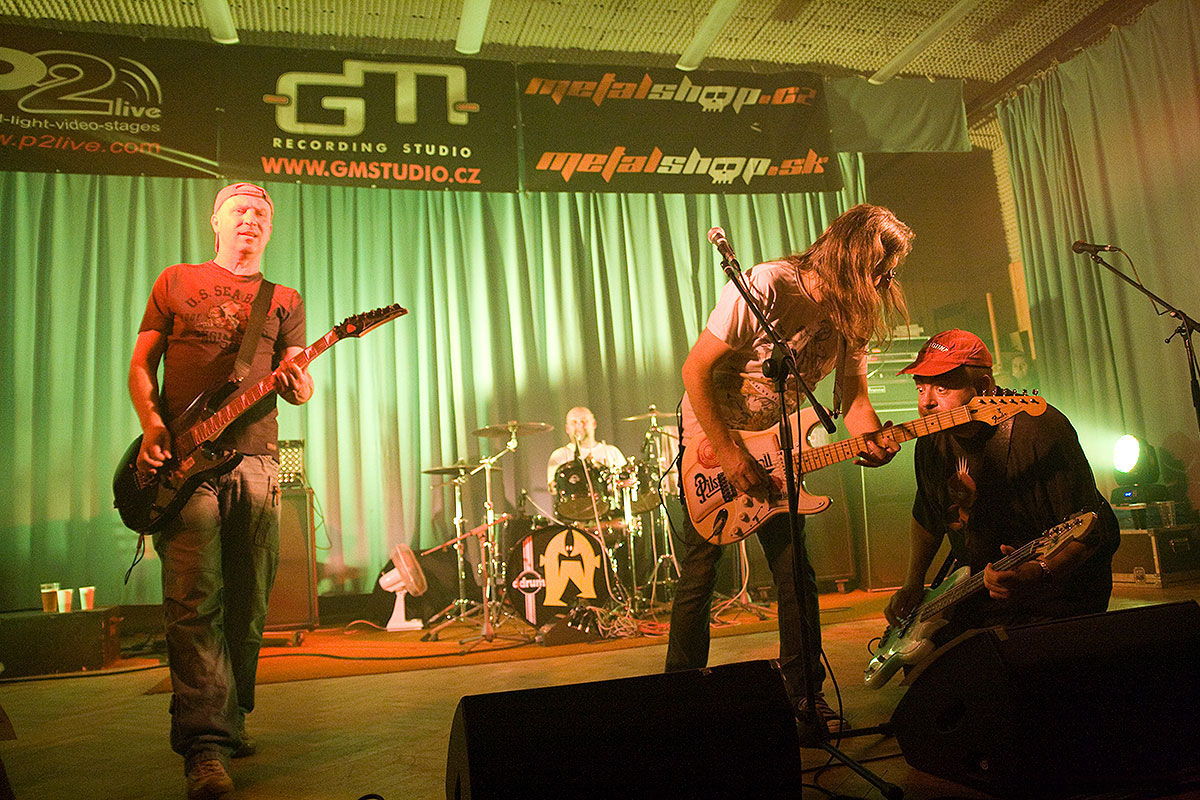
Petr „Kuna“ Buneš, Martin Melmus, Ota Hereš, Tonda Rauer (v. l. n. r.)

Trotz anfänglich schlechter Pressekritiken war das Interesse der Fans groß, und so gelangte im September 1993 das zweite Album S úsměvem se pije líp in die Plattenläden. Der steigende Bekanntheitsgrad führte dazu, dass Alkehol – zwei Jahre nach den ersten bierseligen Vorbereitungen – am 25. November 1993 im ausverkauften Prager Lucerna auftrat. In der Folgezeit gab die Band hunderte von Konzerten in Tschechien und der Slowakei, trat bei diversen Festivals auf und veröffentlichte praktisch jährlich ein neues Album.
Schlagzeuger Martin Melmus wurde 2015 durch Radek Sladký ersetzt, 2017 verließ auch Tonda Rauer Alkehol, um sich mehr auf sein Engagement bei der Band Harlej zu konzentrieren. Sein Nachfolger am Bass wurde Jan „Bart“ Bartoš. Die beiden neuen Bandmitglieder sind wie Ota Hereš auch bei Törr aktiv.
Seither wurde kein neues Album mehr veröffentlicht, die Band tritt in der neuen Besetzung aber nach wie vor bei Konzerten auf.

## Diskografie
- 1992: Alkehol
- 1993: S úsměvem se pije líp
- 1994: Alkeholism
- 1995: Na zdraví
- 1996: Odpočívej v pokoji...
- 1997: 100%
- 1998: Alkohol, to je moje milá
- 1999: Metla lidstva
- 2001: Pili jsme a budem (Hity, Klipy, Bonusy 1991–2001)
- 2002: Planeta vopic
- 2003: Už se to smaží a peče
- 2005: Kocovina
- 2006: Dvanáctka
- 2008: Johoho
- 2010: Pojďme se napít
- 2012: 20 let na tahu (2 CD)
- 2012: Do bezvědomí
- 2014: R.U.M.[11]